# 1. FC Union Berlin
1. FC Union Berlin este un club de fotbal din Berlin, Germania, care evoluează în Bundesliga.Echipa a fost refondată în anul 1966. Echipa este renumita pentru fanii acesteia.

## Lotul de jucători
La 1 februarie 2024. 
| Nr. |                            | Poziție | Jucător                                          |
| --- | -------------------------- | ------- | ------------------------------------------------ |
| 1   | Danemarca                  | P       | Frederik Rønnow                                  |
| 2   | Germania                   | F       | Kevin Vogt                                       |
| 3   | Germania                   | F       | Paul Jaeckel                                     |
| 4   | Portugalia                 | F       | Diogo Leite                                      |
| 5   | Țările de Jos              | F       | Danilho Doekhi (al 3-lea căpitan)                |
| 6   | Germania                   | F       | Robin Gosens                                     |
| 7   | Statele Unite ale Americii | M       | Brenden Aaronson (împrumutat de la Leeds United) |
| 8   | Germania                   | M       | Rani Khedira                                     |
| 9   | Danemarca                  | A       | Mikkel Kaufmann                                  |
| 10  | Germania                   | A       | Kevin Volland                                    |
| 11  | Coasta de Fildeș           | A       | Chris Bedia                                      |
| 12  | Danemarca                  | P       | Jakob Busk                                       |
| 13  | Ungaria                    | M       | András Schäfer                                   |

| Nr. |           | Poziție | Jucător                                     |
| --- | --------- | ------- | ------------------------------------------- |
| 14  | Belgia    | A       | Yorbe Vertessen                             |
| 16  | Germania  | A       | Benedict Hollerbach                         |
| 18  | Croația   | F       | Josip Juranović                             |
| 19  | Germania  | M       | Janik Haberer                               |
| 20  | Tunisia   | M       | Aïssa Laïdouni                              |
| 26  | Guadelupa | F       | Jérôme Roussillon                           |
| 28  | Austria   | F       | Christopher Trimmel (căpitan)               |
| 29  | Franța    | M       | Lucas Tousart                               |
| 31  | Germania  | F       | Robin Knoche                                |
| 33  | Cehia     | M       | Alex Král (împrumutat de la Spartak Moscow) |
| 37  | Germania  | P       | Alexander Schwolow                          |
| 41  | Germania  | F       | Oluwaseum Ogbemudia                         |

## Jucători notabili
| - Sergej Barbarez, 1993 - 1996 - Steffen Baumgart, 2002 - 2004 - Christian Beeck, 1993 - 1995 - Jens Härtel, 1993 - 2000 - Jörg Heinrich, 2005 - Klaus-Dieter Helbig, 1976 - 1982 - Robert Huth, 2000-2001 - Wolfgang Matthies, 1971 - 1988 | - David Basulto, 1999 - 2000 - Ronny Nikol, 1997 - 2003 - Nico Patschinski, 2006-2009 - Marko Rehmer, 1981 - 1996 - Olaf Seier, 1983 - 1991 - Ervin Skela, 1995 - 1998 - Kostadin Vidolov, 2001 - 2003 - Hristo Koilov, 2001 - 2003 |

## Sezoane recente
| An        | Divizie                 | Poziție           |
| 1999–2000 | Regionalliga Nord (III) | 6                 |
| 2000–01   | Regionalliga Nord       | 1 (promovată)     |
| 2001–02   | 2. Bundesliga (II)      | 6                 |
| 2002–03   | 2. Bundesliga           | 9                 |
| 2003–04   | 2. Bundesliga           | 17 (retrogradată) |
| 2004–05   | Regionalliga Nord (III) | 19 (retrogradată) |
| 2005–06   | NOFV-Oberliga Nord (IV) | 1 (promovată)     |
| 2006–07   | Regionalliga Nord (III) | 12                |
| 2007–08   | Regionalliga Nord       | 4                 |
| 2008–09   | 3. Liga (III)           | 1 (promovată)     |
| 2009–10   | 2. Bundesliga           |                   |

## Palmares
- Bundesliga:
  - Finalistă : 1923
- FDGB-Pokal: 1
  - Câștigătoare 1968
  - Finalistă 1986
- Cupa Germaniei:
  - Finalistă 2000–01
- Cupa UEFA:
  - Runda a 2-a
- Brandenburg football champions: 2
  - Câștigătoare 1920, 1923
- Gauliga Berlin-Brandenburg: 1
  - Câștigătoare 1940
- Regionalliga Nord: 1
  - Câștigătoare 2000–01
- Oberliga Nord: 1
  - Câștigătoare 2005–06
- Cupa Berlinului: 5
  - Câștigătoare 1947, 1948, 1994, 2007, 2009
- 3. Liga: 1
  - Câștigătoare 2009